# WRHL 2013./14.
Women’s Regional Handball League (WRHL) za 2013./14. je bila šesta sezona WRHL lige. Zbog problema u organizaciji lige i istupanja klubova, odlučeno je da se ne igra Final Four, nego samo ligaški dio. Naslov je peti put zaredom osvojila ekipa Budućnosti iz Podgorice.

## Sudionici
- Danilovgrad, Danilovgrad
- Budućnost, Podgorica
- Podravka Vegeta, Koprivnica
- Samobor, Samobor  ↓1
- Lokomotiva, Zagreb
- Metalurg, Skoplje
- Vardar SCBT, Skoplje  ↓1
- Krim Mercator, Ljubljana  ↓1
- GEN-I, Zagorje

↑2  odustali tijekom natjecanja ili diskvalificirani 

## Ljestvica
| mj | klub            | ut                                      | pob                                     | ner                                     | por                                     | gol+                                    | gol-                                    | bod                                     |
| -- | --------------- | --------------------------------------- | --------------------------------------- | --------------------------------------- | --------------------------------------- | --------------------------------------- | --------------------------------------- | --------------------------------------- |
| 1. | Budućnost       | 10                                      | 9                                       | 1                                       | 0                                       | 282                                     | 198                                     | 19                                      |
| 2. | GEN-I Zagorje   | 10                                      | 6                                       | 0                                       | 4                                       | 247                                     | 234                                     | 12                                      |
| 3. | Lokomotiva      | 10                                      | 5                                       | 1                                       | 4                                       | 254                                     | 245                                     | 11                                      |
| 4. | Podravka Vegeta | 10                                      | 4                                       | 2                                       | 4                                       | 250                                     | 257                                     | 10                                      |
| 5. | Metalurg        | 10                                      | 4                                       | 0                                       | 6                                       | 244                                     | 250                                     | 7 (-1)                                  |
| 6. | Danilovgrad     | 10                                      | 0                                       | 0                                       | 10                                      | 193                                     | 286                                     | 0                                       |
|    |                 |                                         |                                         |                                         |                                         |                                         |                                         |                                         |
|    | Vardar SCBT     | 12                                      | 8                                       | 1                                       | 3                                       | 332                                     | 273                                     |                                         |
|    | Krim Mercator   | istupili iz lige 4 utakmice prije kraja | istupili iz lige 4 utakmice prije kraja | istupili iz lige 4 utakmice prije kraja | istupili iz lige 4 utakmice prije kraja | istupili iz lige 4 utakmice prije kraja | istupili iz lige 4 utakmice prije kraja | istupili iz lige 4 utakmice prije kraja |
|    | Samobor         | istupili iz lige nakon 2 utakmice       | istupili iz lige nakon 2 utakmice       | istupili iz lige nakon 2 utakmice       | istupili iz lige nakon 2 utakmice       | istupili iz lige nakon 2 utakmice       | istupili iz lige nakon 2 utakmice       | istupili iz lige nakon 2 utakmice       |

## Poveznice i izvori
- wrhl.info, ljestvica WRHL 2013./14.  Arhivirana inačica izvorne stranice od 15. srpnja 2014. (Wayback Machine)
- wrhl.info, raspored 2013./14.[neaktivna poveznica]
- sportnet.hr, ljestvica WRHL 2013./14.  Arhivirana inačica izvorne stranice od 11. svibnja 2014. (Wayback Machine)
- sportnet.hr, rezultati WRHL 2013./14.  Arhivirana inačica izvorne stranice od 15. svibnja 2014. (Wayback Machine)

1. ↑  wrhl.info, Budućnost peti put  Arhivirana inačica izvorne stranice od 15. srpnja 2014. (Wayback Machine), pristupljeno 8. lipnja 2014.
2. ↑  wrhl.info, Krim istupio iz lige  Arhivirana inačica izvorne stranice od 14. srpnja 2014. (Wayback Machine), pristupljeno 8. lipnja 2014.